# George Hassell
Pour les articles homonymes, voir Hassell.
George Hassell est un acteur anglais, né le 4 mai 1881 à Birmingham (Angleterre), mort le 17 février 1937 à Los Angeles (quartier de Chatsworth, Californie).

## Biographie
Installé aux États-Unis, il se produit à Broadway (New York) entre 1913 et 1931, dans sept comédies musicales, sept revues, quatre opérettes et sept pièces.
Mentionnons la pièce La Tempête de William Shakespeare (1916, avec Reginald Barlow), la comédie musicale Love O' Mike (en) sur une musique de Jerome Kern (1917, avec Clifton Webb et Peggy Wood), la revue The Passing Show of 1918 (en) sur une musique de Sigmund Romberg et Jean Schwartz (1918, avec Adele et Fred Astaire), ainsi que l'opérette Comtesse Maritza sur une musique d'Emmerich Kálmán (1926-1927, avec Odette Myrtil).
Au cinéma, George Hassell débute dans un film muet sorti en 1915. Suit un second (donc dernier) film muet, La Bohème de King Vidor (1926).
Après le passage au parlant, il contribue à treize autres films américains sortis de 1935 à 1937 — année de sa mort prématurée à 55 ans, d'une crise cardiaque —, dont Becky Sharp de Rouben Mamoulian (1935, avec Miriam Hopkins et Frances Dee), Capitaine Blood de Michael Curtiz (1935, avec Errol Flynn et Olivia de Havilland) et Sa Majesté est de sortie de Josef von Sternberg (1936, avec Grace Moore et Franchot Tone).

## Théâtre à Broadway (intégrale)

### Comédies musicales
- 1915 : Hands Up, musique d'E. Ray Goetz et Sigmund Romberg, lyrics d'E. Ray Goetz, livret d'Edgar Smith (en), chorégraphie de Theodore Kosloff : « Strong Arm » Steve
- 1915-1916 : Ruggles of Red Gap, musique de Sigmund Romberg, lyrics d'Harold Atteridge, livret de Harrison Rhodes, d'après le roman éponyme de Harry Leon Wilson (en) : George Van Bassingwell[1]
- 1916 : The Girl from Brazil, musique de Sigmund Romberg et Robert Winterberg, lyrics de Matthew Woodward, livret d'Edgar Smith (en) : M. Torkel
- 1917 : Love O' Mike, musique de Jerome Kern, lyrics de Harry B. Smith, livret de Thomas Sydney : « Bif » Jackson
- 1919 : Good Morning, Judge, musique de Lionel Monckton et Howard Talbot, lyrics  d'Adrian Ross et Percy Greenbank, livret de Fred Thompson, d'après la pièce Le Magistrat (The Magistrate) d'Arthur Wing Pinero : Horatio Meebles
- 1928 : Chee-Chee, musique de Richard Rodgers (orchestrée par Roy Webb), lyrics de Lorenz Hart, livret de Lew M. Fields : Li-Pi Siao
- 1928-1929 : Hello, Daddy, musique de Jimmy McHugh, lyrics de Dorothy Fields, livret d'Herbert Fields, chorégraphie de Busby Berkeley, costumes de Charles Le Maire : Edward Hauser

### Revues
- 1918 : The Passing Show of 1918, musique de Sigmund Romberg et Jean Schwartz, lyrics et livret d'Harold Atteridge
- 1919 : Shubert Gaieties of 1919, musique de Jean Schwartz, lyrics d'Alfred Bryan, livret d'Ed Wynn, Edgar Smith (en) et Harold Atteridge
- 1922 : The Passing Show of 1922, musique d'Alfred Goodman, lyrics et livret d'Harold Atteridge
- 1923 : The Passing Show of 1923, musique de Sigmund Romberg et Jean Schwartz, lyrics et livret d'Harold Atteridge
- 1924 : The Passing Show of 1924, musique de Sigmund Romberg et Jean Schwartz, lyrics et livret d'Harold Atteridge
- 1928 : The Optimists, musique de Melville Gibson, lyrics et livret de Clifford Grey, Greutrex Newman et Austin Melford
- 1930 : Artists and Models of 1930, musique d'Harold Stern et Ernie Golden

### Opérettes
- 1920 : Florodora, musique de Leslie Stuart, lyrics d'Ernest Boyd-Jones, Paul A. Rubens et Harry B. Smith, livret d'Owen Hall : Anthony Tweedlepunch
- 1924-1926 : Le Prince étudiant (The Student Prince), musique de Sigmund Romberg, lyrics et livret de Dorothy Donnelly : Lutz[2]
- 1926-1927 : Comtesse Maritza (Countess Maritza), musique d'Emmerich Kálmán, livret original de Julius Brammer et Alfred Grünwald, adaptation de Harry B. Smith : le prince Populescu
- 1927 : La Princesse de cirque (The Circus Princess), musique d'Emmerich Kálmán, livret original de Julius Brammer et Alfred Grünwald, adaptation de Harry B. Smith : le grand duc Serge
- 1931 : Le Prince étudiant, reprise : Lutz

### Pièces
- 1913 : Her Own Money de Mark E. Swan
- 1913 : Rachel de Carina Jordan
- 1914 : The Rule of Three de Guy Bolton
- 1914 : The Hight Cost of Loving de Frank Mandel
- 1916 : La Tempête (The Tempest) de William Shakespeare
- 1925 : The Servant in the House de (et mise en scène par) Charles Rann Kennedy : Robert Smith
- 1927 : The Wild Man of Borneo de Marc Connelly et Herman J. Mankiewicz, mise en scène de Marc Connelly : J. Daniel Thompson

## Filmographie complète
- 1915 : Old Dutch de Frank Hall Crane : Harry Bennett
- 1926 : La Bohème (titre original) de King Vidor : Schaunard
- 1935 : Night Life of the Gods de Lowell Sherman : Bacchus
- 1935 : Becky Sharp de Rouben Mamoulian : Sir Pitt Crawley
- 1935 : Dressed to Thrill de Harry Lachman : Henri
- 1935 : Capitaine Blood (Captain Blood) de Michael Curtiz : le gouverneur Steed
- 1935 : The Flame Within, d'Edmund Goulding : M. Rigby
- 1936 : A Son Comes Home d'Ewald André Dupont : le capitaine
- 1936 : White Hunter d'Irving Cummings : Valentine Ponsonby-Smith
- 1936 : Une femme qui tombe du ciel (Petticoat Fever) de George Fitzmaurice : le capitaine Landry
- 1936 : Dortoir de jeunes filles (Girls Dormitory) d'Irving Cummings : Dr Wilfinger
- 1936 : Sa Majesté est de sortie (The King Steps Out) de Josef von Sternberg : Herlicka
- 1937 : Woman Wise d'Allan Dwan : John De Witt
- 1937 : La Mascotte du régiment (Wee Willie Winkie) de John Ford : le major MacMonachie
- 1937 : L'Énigmatique M. Moto (Think Fast, Mr. Moto) de Norman Foster : Robert Hitchings Sr.